# Pobřeží Bellinghamu
Pobřeží města Bellingham v americkém státě Washington je v poslední době centrem kontroverze týkající se zdejší celulózky a chemičky společnosti Georgia-Pacific, která zabírá 0,55 km² pobřeží a od prosince 2007 je mimo provoz. Konkrétně se celá kontroverze týká otázky přestavby celé oblasti pobřeží a především likvidace zdejší rtutí kontaminované půdy. 
Továrna se skládá ze dvou částí, z výrobní budovy a tzv. provzdušněné stabilizační zátoky, jež je částí tovární čističky odpadních vod. Zátoka je uzavřena mezi hliněné hráze, jež byly postaveny na wattovém pobřeží na druhé straně ústí potoka Whatcom Creek od továrny.
Ke konci devatenáctého století bylo pobřeží průmyslovým centrem Bellinghamu, na začátku minulého století pak zde produkce celulózy a papíru dostala přednost před konzervací lososového masa. Tehdy továrnu vlastnila společnost Puget Sound Pulp and Timber Company, kterou roku 1963 získala Georgia-Pacific, jež celulózku udržovala v provozu do roku 2001. V roce 1965 však na tomto místě Georgia-Pacific postavila rovněž chlor-alkalickou chemičku, která je mimo provoz od prosince 2007. Přestože během času zdejší průmyslová a chemická výroba upadla, stále se jednalo o důležitý zdroj financí pro mnohé obyvatele Bellinghamu.
Kvůli dlouhodobému průmyslovému využití oblasti jsou části pobřeží těžce kontaminované. Většinu kontaminace způsobila výroba chloru a chemikálií v chemičce společnosti Georgia-Pacific, při níž bylo do ústí potoka Whatcom Creek vypuštěno velké množství rtuti. Rtutí jsou kontaminovány i jiné části podniku dále od moře. Na druhou stranu již zmíněná provzdušněná stabilizační zátoka, která byla určena pro odstranění toxinů, je jediným nekontaminovaným úsekem pobřeží v Bellinghamu. Další kontaminaci způsobila například i městská skládka, jejíž činností se navíc zmenšil Bellinghamův záliv.

## Přestavba
V červnu 2006 společnost Georgia-Pacific prodala nemovitost a pozemek s cenou stanovenou na 37 milionů dolarů bellinghamskému přístavu za pouhých deset dolarů v případě, že přístavní správa zajistí environmentální vyčištění pozemku a převezme za něj zodpovědnost. Chemičku si pak více než rok Georgia-Pacific od přístavu pronajímala.
Město Bellingham a jeho přístav tak vytvořily partnerství, ve kterém bylo dohodnuto, že za společných sil bude pobřeží vyčištěno a přestavěno. Nemovitost pak dostane název „The Waterfront District“ a původní plán byl vytvořen skupinou Waterfront Futures Group před několika lety, jiná skupina, Waterfront Advisory Group, se nyní schází za účelem vytvoření detailnějšího plánu pro pobřeží.

### Kontroverze týkající se přístaviště
Dalším zdrojem kontroverze se stal konflikt mezi dlouhodobým plánem přístavu přeměnit provzdušněnou stabilizační zátoku v přístaviště a zájmem několika advokatur o využití zátoky k rozsáhlejšímu vyčištění vod v ústí potoka. Kvůli konfliktu bylo vytvořeno několik lidových skupin vedených obyvateli města, největší z nich je Bellingham Bay Foundation, která začala svou existenci v roce 2005. Další organizací, která se zajímá o vyčištění Bellinghamova zálivu, je ReSources, která se snaží o odstranění veškeré rtuťové kontaminace na pobřeží zálivu.
V létě roku 2006 se problémem kontaminace rtutí, která je vskutku vážná především pod bývalou chlor-alkalickou chemičkou, začala zabývat i Bellingham Bay Foundation, která založila iniciativu snažící se o záruku od města, že všechna rtuť bude před přestavbou z půdy odstraněna. Přestože iniciativa ve dvaceti dnech získala pro svou petici více než 6 400 podpisů, městu se podařilo prostřednictvím soudního procesu tuto hrozbu prozatím odstranit. Iniciativa se dále snažila uvést na pozornost fakt, že obyvatele města zajímá daleko více než co bude na pobřeží postaveno to, aby bylo pobřeží čisté.

### Argumenty pro postavení přístaviště
Přístav uvádí velkou poptávku po rekreačních přístavních kotvištích jako hlavní důvod, proč je potřeba postavit další přístaviště. Většina pozorovatelů situace však souhlasí, že stavba přístaviště na nezastavěné části pobřeží by byla nemožná kvůli nedodržení nových environmentálních standardů, které vznikly po stavbě stávajících přístavišť. Jedinou možnou plochou pro přístaviště by tedy byla ta, kde se nachází provzdušněná stabilizační zátoka, jelikož ta už byla zastavena před vznikem nových standardů.
Dalším argumentem ve prospěch přístaviště je fakt, že by se jednalo o finančně soběstačné využití, kdežto jiná využití pobřeží, jako například vytvoření parku, by vyžadovala neustálé dotace od vlády.

### Argumenty proti postavení přístaviště
Největším argumentem proti přístavišti je fakt, že státní dotace na vyčištění zdejší kontaminace by byly spíše použity pro její stavbu místo pro vyčištění vod ústí potoka Whatcom Creek.
Další argument hovoří o tom, že rozhodnutí postavit přístaviště přišlo aniž by se procesu zúčastnila veřejnost. „Zabavení“ provzdušněné stabilizační zátoky přístav dosáhl právě s podporou několika komunitních skupin, ale až poté rozhodl, jak se zátokou naloží. Přístavní komisaři poté veřejně prohlásili, že právě stavba přístaviště byla hlavním důvodem, proč měli o nemovitost zájem.
Mnoho obyvatelům Bellinghamu se pak nelíbí, že by přístaviště sloužilo především bohatší vrstvě obyvatelstva z oblasti mimo Bellingham, takže se nejedná o to nejlepší možné využití zdrojů městského přístavu. Přestože přístav prohlašuje, že jeho hlavním cílem je sloužit městu a okresu Whatcom a jeho obyvatelům, bývá kritizován za své přílišné vyhledávání profitu. Tento případ je jen ukázkou této tendence. Lidem vadí především to, že na úkor zdraví zdejších ekosystémů a obyvatel bude přístav sloužit bohatým majitelům rekreačních lodí.

## Momentální vývoj
Soudní smír pro provzdušněnou stabilizační zátoku a ústí potoka Whatcom Creek byl podepsán Ministerstvem ekologie státu Washington, Ministerstvem přírodních zdrojů, městem Bellingham, bellinghamským přístavem a mnoha dalšími agenturami. Město a přístav měly vyvinout finální verzi prohlášení o důsledku na životní prostředí a plán pro pobřežní nemovitost, ale kvůli městské síti ulic, neochotě města podepsat vyhlášku o plánované akci a dalším několika problémům se přístav od procesu distancoval. Město zatím doufá, že se přístav zpět k otázce pobřeží vrátí a zatím přístavu udělilo povolení k postavení přístaviště.